# ریسن، هلند
ریسن (به هلندی: Rijssen) یک منطقهٔ مسکونی در هلند است که در ریسن-هولتن واقع شده‌است. ریسن ۲۸٫۰۵۳ نفر جمعیت دارد.